# Chiến tranh Lạnh (1985–1991)

Các liên minh năm 1980.

Chiến tranh Lạnh giai đoạn 1985 tới 1991 bắt đầu với sự nổi lên của Mikhail Gorbachev trở thành lãnh đạo Liên Xô. Nó chấm dứt cùng với sự sụp đổ của Liên bang Xô viết năm 1991.

## Tan băng trong các mối quan hệ
Căng thẳng Đông-Tây giảm đi sau khi Mikhail Gorbachev lên nắm quyền lãnh đạo ở Liên xô. Sau những cái chết nối nhau của các vị lãnh đạo tầng lớp già của Liên xô từ năm 1982, Bộ chính trị bầu Gorbachev làm Tổng bí thư Đảng tháng 3 năm 1985, đánh dấu sự nổi lên của một tầng lớp lãnh đạo mới. Dưới thời Gorbachev, các nhà kỹ trị khá trẻ và có khuynh hướng cải cách, bắt đầu sự nghiệp từ thời "phi Stalin hoá" của nhà cải cách Nikita Khrushchev, nhanh chóng củng cố quyền lực, tạo một thời cơ mới cho việc tự do hoá chính trị và kinh tế, và tạo động lực cho việc tạo dựng các quan hệ nồng ấm hơn cùng quan hệ thương mại với phương Tây.

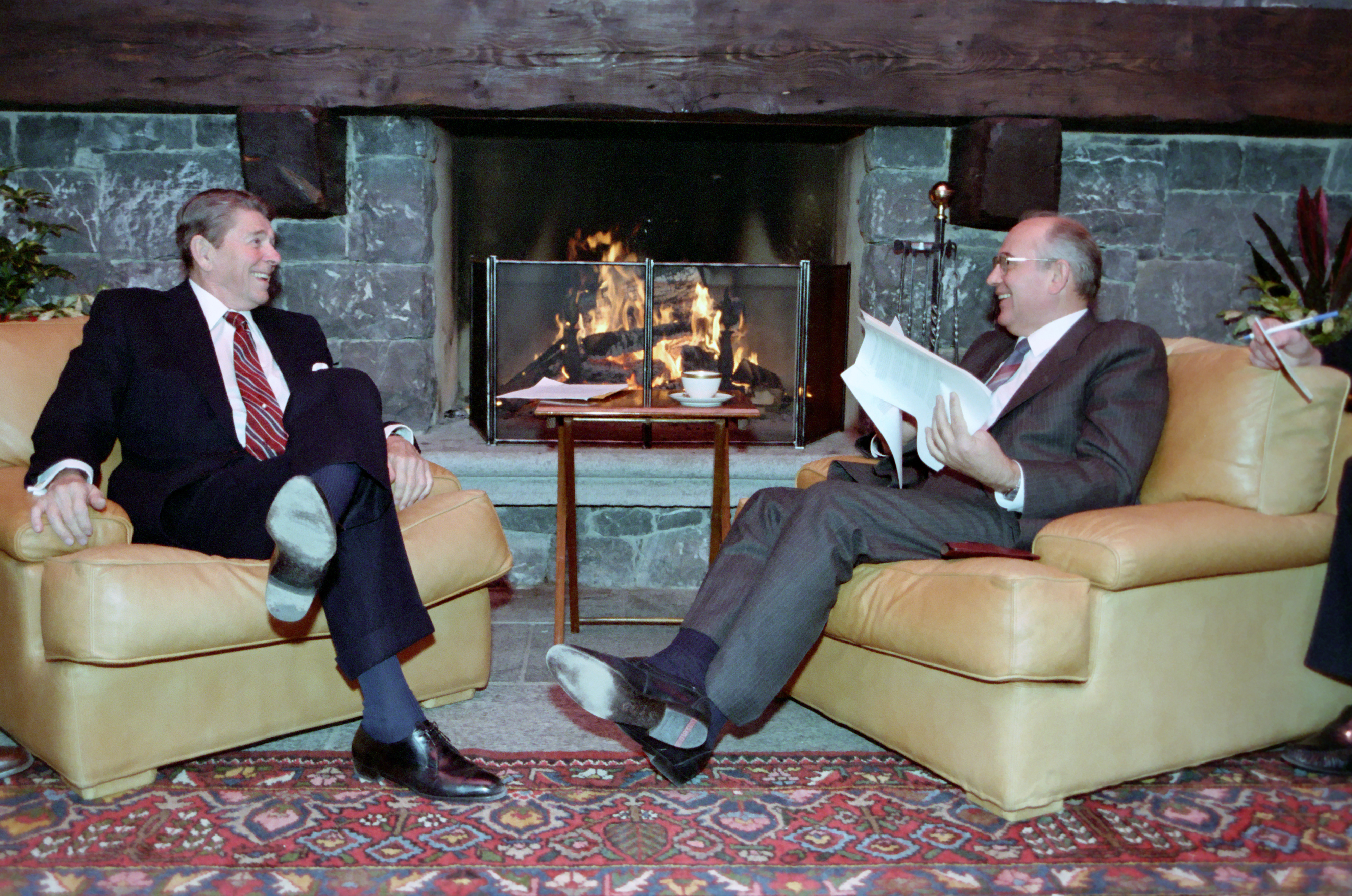
Reagan và Gorbachev trong cuộc họp thượng đỉnh đầu tiên tại một ngôi nhà bên bờ biển.

Ở mặt trận phía Tây, chính quyền của Tổng thống Mỹ Ronald Reagan có quan điểm cứng rắn chống Liên xô, và thuyết phục các công ty dầu mỏ Ả Rập Xê Út tăng sản lượng. Điều này dẫn tới việc ba lần hạ giá dầu mỏ và dầu lại là nguồn thu chủ yếu từ xuất khẩu của Liên xô. Sau chiến dịch xây dựng quân đội trên diện rộng trước đó của Liên xô, Tổng thống Reagan đã ra lệnh xây dựng một lực lượng quốc phòng thời bình to lớn bên trong Quân đội Mỹ; người Liên xô không phản ứng trước điều này bằng cách xây dựng lực lượng quân sự của riêng mình vì các chi phí quốc phòng, cộng với sự tập thể hoá nông nghiệp trong nước, và nền sản xuất kế hoạch không hiệu quả, đã đặt một gánh nặng cho kinh tế Liên xô. Nền kinh tế nước này đã trì trệ và ở trạng thái tồi tệ trước khi Mikhail Gorbachev người, dù có những nỗ lực cải cách lớn, không thể tái khôi phục sức mạnh của nó. Năm 1985, Reagan và Gorbachev tổ chức cuộc họp "thượng đỉnh" đầu tiên trong bốn cuộc họp của họ, tại Genève, Thuỵ Sĩ. Sau khi bàn luận về chính sách, thực tế, vân vân, Reagan đã mời Gorbachev cùng ông tới một ngôi nhà nhỏ bên bờ biển. Tại đó, hai vị lãnh đạo đã trao đổi với nhau rất lâu, và ra về với thông tin rằng họ đã có kế hoạch về hai (nhanh chóng thành ba) cuộc họp thượng đỉnh nữa.
Cuộc họp thượng đỉnh thứ hai diễn ra năm sau, năm 1986 ngày 11 tháng 10, tại Reykjavík, Iceland. Cuộc gặp gỡ được tổ chức để theo đuổi các cuộc thảo luận về cân bằng các kho tên lửa đạn đạo tầm trung của họ tại châu Âu. Những cuộc thảo luận đã gần đạt tới một sự đột phá về kiểm soát vũ khí hạt nhân, nhưng chấm dứt mà không mang lại thành công bởi Sáng kiến Phòng thủ Chiến lược do Reagan đề xuất và Gorbachev đề nghị huỷ bỏ nó. Kết quả là một cách tiếp cận hai bên về tăng cường hợp tác, cộng với việc tái cơ cấu nền kinh tế Liên xô (perestroika) và dân chủ hoá, cuối cùng khiến Gorbachev không thể nắm được quyền kiểm soát trung ương và ảnh hưởng với các quốc gia thuộc Khối hiệp ước Warsaw.

Tổng thống Hoa Kỳ Ronald Reagan đọc bài diễn văn nổi tiếng tại Bức tường Berlin tháng 6 năm 1987, trong đó ông kêu gọi Tổng bí thư Liên xô Mikhail Gorbachev "Phá vỡ bức tường này!"

Ngày 12 tháng 6 năm 1987, Reagan thách thức Gorbachev tiến xa hơn với những cuộc cải cách và dân chủ hoá của ông bằng cách phá vỡ Bức tường Berlin. Trong một bài diễn văn tại Cổng Brandenburg gần bức tường, Reagan đã nói:
| “ | Tổng bí thư Gorbachev, nếu ông tìm kiếm hoà bình, nếu ông tìm kiếm thịnh vượng cho Liên xô và Đông Âu, nếu ông tìm kiếm tự do hoá, hãy tới đây tại cổng này; Ông Gorbachev, hãy mở cánh cổng này. Ông Gorbachev, phá vỡ bức tường này! | ” |

Trong khi các nhà lãnh đạo già cả Đông Âu vẫn giữ nhà nước của họ trong khu vực "bình thường hoá", các chính sách cải cách của Gorbachev tại Liên xô đã trở thành sự suy tàn ở ngay điểm trung tâm nhất của hệ thống. Sự bất đồng ngày càng tăng của dân chúng với cuộc Chiến tranh Xô viết tại Afghanistan, và những hậu quả kinh tế xã hội của tai nạn Chernobyl ở Ukraina khiến nhiều người ủng hộ các chính sách đó. Tới mùa xuân năm 1989, Liên xô không chỉ có những cuộc tranh luận sôi nổi trên truyền thông, mà còn tổ chức cuộc bầu cử đa ứng cử viên đầu tiên. Lần đầu tiên trong lịch sử gần đây, lực đẩy đòi tự do đã lan từ Tây sang Đông.

### Cải cách lan khắp Đông Âu
Khi làn sóng cải cách do Gorbachev khởi xướng lan khắp Khối Đông Âu, các tổ chức mới nổi, như phong trào Công đoàn Đoàn kết tại Ba Lan, nhanh chóng giành được uy tín. Năm 1989, các chính phủ Cộng sản tại Ba Lan và Hungary là những chính phủ đầu tiên đàm phán về việc tổ chức các cuộc bầu cử cạnh tranh. Tại Tiệp Khắc và Đông Đức, các cuộc tuần hành đông đảo đã buộc các lãnh đạo Cộng sản phải rời bỏ quyền lực. Các chế độ Cộng sản tại Bungary và Romania cũng tan vỡ, tại Romania là sau một cuộc nổi dậy bạo lực. Những lập trường đã thay đổi tới mức Ngoại trưởng Hoa Kỳ James Baker đề xuất rằng chính phủ Hoa Kỳ không nên phản đối việc Liên xô can thiệp vào Romania, đứng về phía đối lập, đề ngăn chặn một cuộc đổ máu. Làn sóng thay đổi lên tới đỉnh điểm với sự sụp đổ của Bức tường Berlin tháng 11 năm 1989, là biểu tượng của sự sụp đổ của các chính phủ Cộng sản Đông Âu và về mặt địa lý đã chấm dứt Bức màn Sắt phân chia châu Âu.
Sự sụp đổ của các chính phủ Đông Âu với sự thoả thuận ngầm không can thiệp của Gorbachev đã khuyến khích nhiều nước cộng hoà thuộc Liên xô tìm kiếm sự độc lập lớn hơn khỏi Moskva. Các phong trào vì độc lập tại các quốc gia vùng Baltic khiến đầu tiên là Litva, và sau đó là Estonia cùng Latvia, tuyên bố độc lập. Sự bất bình của những nước cộng hoà khác được thoả mãn bằng các hứa hẹn phi tập trung lớn hơn. Nhiều cuộc bầu cử tự do khác khiến những ứng cử viên phản đối quyền cai trị của Đảng Cộng sản lên nắm các chức vụ.
Trong một nỗ lực ngăn chặn những thay đổi nhanh chóng với hệ thống, một nhóm những người Xô viết theo đường lối cứng rắn, với đại diện là Phó thổng thống Gennady Yanayev đã tung ra một cuộc đảo chính nhằm lật đổ Gorbachev vào tháng 8 năm 1991. Tổng thống Nga Boris Yeltsin kêu gọi nhân dân và đa số lực lượng quân đội chống lại đảo chính và cuộc đảo chính đã thất bại. Dù được khôi phục chức vụ, quyền lực của Gorbachev đã trở nên suy yếu rất nhiều. Vào tháng 9, các nước vùng Baltic được trao độc lập. Ngày 1 tháng 12, Ukraina rút khỏi Liên bang Xô viết. Ngày 31 tháng 12 năm 1991 Liên bang Xô viết chính thức giải tán, tan rã trở thành 15 nhà nước riêng biệt.

## Di sản
Nga và các nhà nước kế tục khác của Liên xô đã phải đối mặt với cuộc chuyển tiếp khó khăn và hỗn loạn từ một nền kinh tế chỉ huy sang một thị trường tự do tư bản sau sự sụp đổ của Liên bang Xô viết. Một tỷ lệ phần trăm lớn dân số sống trong nghèo khổ. Tăng trưởng GDP cũng sụt giảm, tuổi thọ sụt giảm nhanh chóng. Các điều kiện sống cũng tồi tệ đi ở những phần khác của Khối Đông Âu cũ.

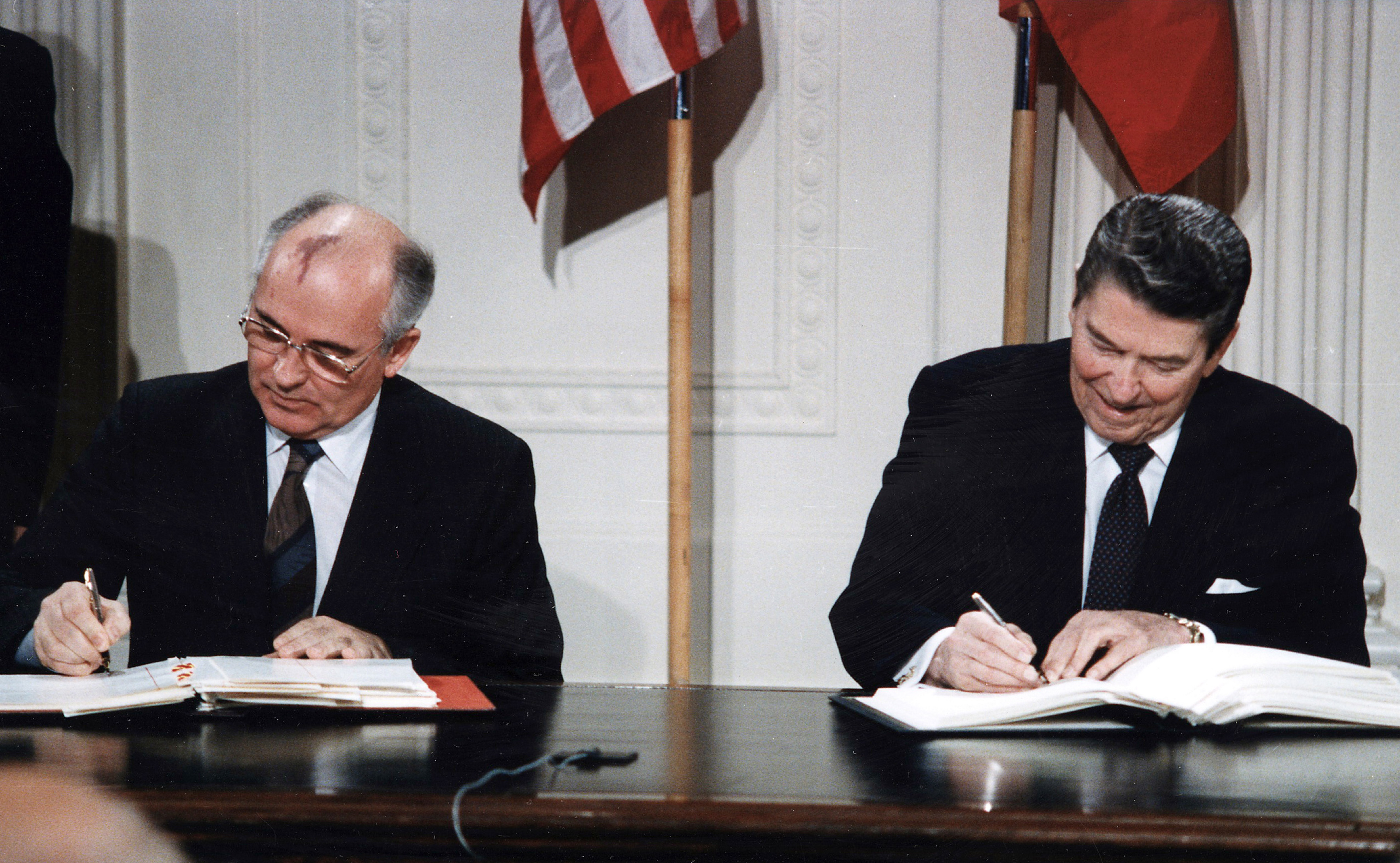
Tổng thống Hoa Kỳ Reagan và Tổng bí thư Đảng Cộng sản Liên xô Gorbachev ký Hiệp ước các lực lượng hạt nhân tầm trung, 1987.

Ngoài ra, sự nghèo khổ và tuyệt vọng của người Nga, người Ukraina và các đồng minh thời hậu Chiến tranh Lạnh cũng đã dẫn tới việc bán đi nhiều hệ thống hiện đại thời Chiến tranh Lạnh, đặc biệt là các phiên bản được nâng cấp có khả năng cao, ra khắp thế giới. Các xe tăng tầm thế giới (T-80/T-84), máy bay phản lực chiến đấu (MiG-29 và Su-27/30/33), các hệ thống tên lửa đất đối không (S-300P, S-300V, 9K332 và Igla) cùng nhiều loại vũ khí khác đã được đưa ra thị trường để đổi lấy những khoản tiền mặt cần thiết hơn. Điều này đặt ra một nguy cơ cho các cường quốc phương Tây trong những thập kỷ sắp tới bởi họ ngày càng phải đối mặt với các quốc gia thù địch được trang bị các hệ thống do Liên xô thiết kế với mục đích đánh bại họ. Thời kỳ hậu Chiến tranh Lạnh cũng là một giai đoạn thịnh vượng chưa từng có ở phương Tây, đặc biệt tại Hoa Kỳ, và một làn sóng dân chủ hoá trên khắp Mỹ Latinh, châu Phi và Đông Âu.
Nhà xã hội học Immanuel Wallerstein đã thể hiện một quan điểm ít lạc quan hơn, cho rằng sự chấm dứt của Chiến tranh Lạnh là một tiền đề cho sự tan vỡ của Hoà bình kiểu Mỹ. Trong cuốn tham luận "Hoà bình kiểu Mỹ đã Chấm dứt," Wallerstein cho rằng, "Sự sụp đổ của chủ nghĩa cộng sản trên thực tế là dấu hiệu của sự sụp đổ của chủ nghĩa tự do, loại bỏ sự biện hộ ý tưởng duy nhất phía sau quyền bá chủ của Hoa Kỳ, một sự biện hộ ngầm được ủng hộ bởi những người bề ngoài là phản đối ý tưởng chủ nghĩa tự do."
Các định chế thời Chiến tranh Lạnh như NATO đã tìm thấy các vai trò mới, trong khi các sản phẩm khác của thời Chiến tranh Lạnh như Liên minh châu Âu đã trở nên thành công hơn. Cuộc thám hiểm không gian đã ngừng lại cả ở Hoa Kỳ và Nga vì không còn áp lực từ cuộc chạy đua không gian. Các huân huy chương quân sự đã trở thành thông thường hơn, như chúng đã được tạo ra, và được dành tặng, bởi các cường quốc chính trong gần 50 năm thù địch không tuyên bố.

## Được và mất lãnh thổ

### Các quốc gia được thêm lãnh thổ sau Chiến tranh Lạnh
- Đức (như nhà nước kế tục Tây Đức)
- Yemen (như nhà nước kế tục của Nam Yemen)

### Các quốc gia mất lãnh thổ sau Chiến tranh Lạnh
- Nga (như nhà nước kế tục của Liên xô)
- Cộng hoà Liên bang Nam Tư (như nhà nước kế tục của Nam Tư Xã Hội Chủ nghĩa)
- Cộng hoà Séc (như nhà nước kế tục của Tiệp Khắc Tiệp Khắc)
- Ethiopia (ở cuối cuộc Chiến tranh giành độc lập Eritrea)
- Nam Phi (với việc nhượng lại Vịnh Walvis cho Namibia ở cuối chế độ Apartheid)

### Triết lý của cuộc Chiến tranh Lạnh
Trong suốt cuộc Chiến tranh Lạnh triết lý ngầm dưới chiến lược ngoại giao của cuộc chiến giữa Hoa Kỳ và Liên xô.
- Một kẻ thù gây hấn phải được giải quyết bằng một lựa chọn không làm tình hình leo thang hay làm bẽ mặt họ. Một cuộc tấn công bất ngờ vào kẻ thù không phải là một hành động được ưu tiên bởi nó dẫn tới một sự trả đũa bạo lực và làm tình hình xấu thêm.
- Một giải pháp đàm phán phục vụ những lợi ích không chỉ của một giải pháp quân sự, mà cả những lợi ích của hai bên. Sự kiên quyết, mềm dẻo và ý muốn tham vấn bên kia một cách tin cậy, dù tình hình có ra sao, là những tính chất cần thiết.
- Các loại vũ khí hạt nhân, vì tính huỷ diệt của chúng, phải được kiểm soát bởi một cộng đồng tình báo có khả năng cao và kỹ thuật thấp.

## Biểu thời gian sự kiện chính
- Ngày 20 tháng 1 năm 1985 - Ronald Reagan tuyên thệ nhậm chức nhiệm kỳ hai Tổng thống Hoa Kỳ
- Ngày 10 tháng 3 năm 1985 - Tổng thư ký Đảng Cộng sản Liên xô Konstantin Chernenko qua đời
- Ngày 11 tháng 3 năm 1985 – thành viên Bộ chính trị Liên xô Mikhail Gorbachev trở thành Tổng bí thư Đảng Cộng sản
- 24 tháng 3 năm 1985 - Thiếu tá Arthur D. Nicholson, một sĩ quan Tình báo quân sự Hoa Kỳ bị một lính gác Liên xô bắn chết tại Tây Đức. Ông được liệt kê là trường hợp thương vong cuối cùng của cuộc Chiến tranh Lạnh.
- 25 tháng 2 năm 1986 – nhà độc tài chống cộng Ferdinand Marcos bị loại bỏ khỏi quyền lực sau cuộc Cách mạng Quyền lực Nhân dân tại Philippines.
- 26 tháng 4 năm 1986 - Thảm hoạ Chernobyl tại Prypiat, Ukraina
- Tháng 1 năm 1987 - Gorbachev đưa ra chính sách demokratizatsiya tại Liên xô
- 4 tháng 3 năm 1987 – Trong một bài phát biểu trên truyền hình, Reagan chịu mọi trách nhiệm về Vụ Iran-Contra
- 12 tháng 6 năm 1987 – bài phát biểu "Phá vỡ bức tường này" của Reagan tại Tây Berlin
- 8 tháng 12 năm 1987 - Hiệp ước các lực lượng hạt nhân tầm trung được ký kết tại Washington, D.C.
- 20 tháng 2 năm 1988 – Xô viết vùng Nagorno-Karabakh tại Azerbaijan quyết định trở thành một phần của Armenia, nhưng Kremlin từ chối thực hiện điều này.[6] Cuộc chiến tranh Nagorno-Karabakh diễn ra sau đó là cuộc xung đột nội bộ đầu tiên tại Liên xô và trở thành một trong các cuộc xung đột ly khai hậu Xô viết
- 8 tháng 8 năm 1988 - Nổi dậy 8888 tại Miến Điện
- 17 tháng 8 năm 1988 - Tổng thống Pakistan Muhammad Zia-ul-Haq mất
- 20 tháng 8 năm 1988 - chấm dứt chiến tranh Iran–Iraq
- 17 tháng 9 năm 1988 - Olympic mùa hè tại Seoul, Hàn Quốc; lần đầu tiên kể từ 1976 cả Liên xô và Hoa Kỳ cùng tham gia
- 5 tháng 10 năm 1988 - tổng thống Chile Augusto Pinochet bị đánh bại trong trưng cầu dân ý quốc gia
- 20 tháng 1 năm 1989 - George H. W. Bush trở thành tổng thống Hoa Kỳ
- Tháng 2 năm 1989 - chấm dứt cuộc Chiến tranh Xô viết tại Afghanistan
- 3 tháng 6 năm 1989 – lãnh đạo Iran Ruhollah Ayatollah Khomeini mất
- 4 tháng 6 năm 1989 - Vụ việc Thiên An Môn tại Bắc Kinh, Cộng hoà Nhân dân Trung Hoa
- 4 tháng 6 năm 1989 - Thắng lợi quyết định của Công đoàn đoàn kết trong cuộc bầu cử đa đảng phái đầu tiên thời hậu chiến ở Ba Lan dẫn tới làn sóng Các cuộc cách mạng năm 1989 thành công trên khắp Đông Âu
- 14 tháng 8 năm 1989 - Tổng thống Nam Phi Pieter Willem Botha từ chức để phản ứng trước việc áp dụng Hiệp ước ba bên
- 23 tháng 8 năm 1989 – thành viên bộ chính trị Liên xô Alexander Yakovlev lên án các nghị định bí mật của Hiệp ước Hitler-Stalin
- 24 tháng 8 năm 1989 - Tadeusz Mazowiecki trở thành Thủ tướng Ba Lan hìnhh thành chính phủ phi cộng sản đầu tiên tại khối Cộng sản
- 9 tháng 11 năm 1989 - Bức tường Berlin sụp đổ
- 2-3 tháng 12 năm 1989 - Hội nghị thượng đỉnh Malta giữa Bush và Gorbachev, người nói: "Tôi đảm bảo với ngài Tổng thống Hoa Kỳ rằng tôi sẽ không bao giờ khởi động một cuộc chiến tranh nóng chống lại Hoa Kỳ."
- 25 tháng 12 năm 1989 – Hành quyết Nicolae Ceauşescu
- 29 tháng 12 năm 1989 - Václav Havel lên giữ chức Tổng thống Tiệp Khắc sau cuộc Cách mạng Nhung
- 13 tháng 1 năm 1990 - Chấm dứt Stasi, lực lượng cảnh sát mật của Đông Đức
- 15 tháng 3 năm 1990 - Gorbachev trở thành Tổng thống Liên xô đầu tiên
- 25 tháng 4 năm 1990 - Violeta Chamorro tuyên thệ nhậm chức tổng thống Nicaragua, chấm dứt thời kỳ cai trị Sandinista và cuộc nổi dậy Contras
- 22 tháng 5 năm 1990 - Nam và Bắc Yemen thống nhất
- 13 tháng 7 năm 1990 - Đại hội lần thứ 28 Đảng Cộng sản Liên xô thông báo chấm dứt sự độc quyền quyền lực của mình
- 2 tháng 8 năm 1990 - bắt đầu cuộc Chiến tranh Vùng Vịnh
- 12 tháng 9 năm 1990 - HIệp ước về việc giải quyết cuối cùng với Đức được ký tại Moskva
- 3 tháng 10 năm 1990 – Chính thức thống nhất nước Đức
- 6 tháng 11 năm 1990 - Hungary trở thành quốc gia thuộc Khối Xô viết đầu tiên gia nhập Hội đồng châu Âu
- 19 tháng 11 năm 1990 - NATO và Khối hiệp ước Warsaw ký Hiệp ước về các lực lượng quy ước tại châu Âu
- 28 tháng 11 năm 1990 - Margaret Thatcher mất chức Thủ tướng Anh; John Major lên nắm quyền
- 22 tháng 12 năm 1990 - Lech Wałęsa trở thành tổng thống Ba Lan; Chính phủ Ba Lan hải ngoại chấm dứt
- Tháng 1 năm 1991 - Việc chuyển tiền từ ngân sách Séc sang Slovakia ngừng lại, bắt đầu quá trình sẽ dẫn tới cuộc Ly dị Nhung
- 28 tháng 2 năm 1991 - chấm dứt Chiến tranh Vùng Vịnh
- 29 tháng 5 năm 1991 - chấm dứt Chiến tranh độc lập Eritrea tại Ethiopia
- 27 tháng 6 năm 1991 - bắt đầu các cuộc chiến tranh Nam Tư tại Slovenia
- 28 tháng 6 năm 1991 - Cuộc họp hội đồng cuối cùng của Comecon diễn ra tại Budapest; tổ chức quyết định tự giải tán
- 1 tháng 7 năm 1991 - Chấm dứt Khối hiệp ước Warsaw
- 10 tháng 7 năm 1991 - Boris Yeltsin trở thành tổng thống Nga
- 31 tháng 7 năm 1991 – phê chuẩn hiệp ước START I giữa Hoa Kỳ và Liên xô
- 19 tháng 8 năm 1991 - Bắt đầu cuộc đảo chính tại Liên xô
- 21 tháng 8 năm 1991 - Chấm dứt cuộc đảo chính tại Liên xô
- 24 tháng 8 năm 1991 - Gorbachev từ chức Tổng thư ký Đảng Cộng sản Liên xô
- 6 tháng 9 năm 1991 – Liên xô công nhận nền độc lập của các nước cộng hoà vùng Baltic
- 6 tháng 11 năm 1991 - chấm dứt Đảng Cộng sản Liên xô và tổ chức KGB
- 8 tháng 12 năm 1991 - Hiệp ước Belavezha được ký kết bởi các lãnh đạo Nga, Ukraina và Byelorussia, chính thức giải tán Liên xô và thành lập CIS
- 25 tháng 12 năm 1991 - Gorbachev từ chức Tổng thống Liên xô và chức vụ bị xoá bỏ; lá cờ đỏ của Liên xô bị hạ xuống trên điện Kremlin, và lá cờ Liên bang Nga được kéo lên. Liên bang Xô viết chấm dứt tồn tại.